# Heinrich Goetschmann

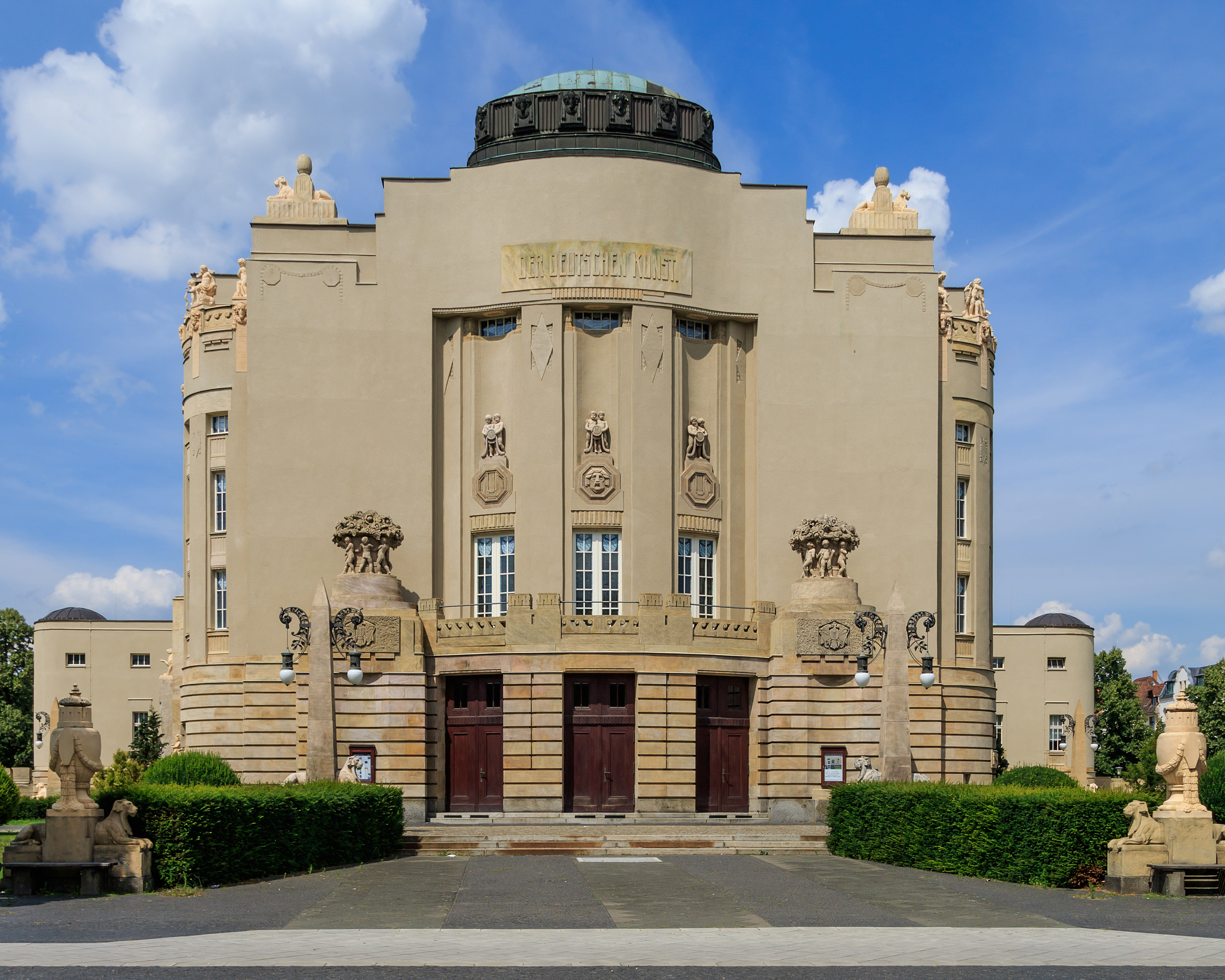
Staatstheater Cottbus, byggd 1908.

Georg Christian Heinrich Goetschmann, född Heinrich Götschmann 16 november 1857 i dåvarande Fischbach i Schlesien, död 31 januari 1929 i Berlin-Wilmersdorf, var en tysk skulptör.
Heinrich Götschmann var ett av sju barn till pastorn Heinrich Götschmann (1809–1884) och Marie Elisabeth Pötzschke. Han utbildade sig 1883–1885 på Königliche Akademie der Künste i Berlin för Fritz Schaper.
Heinrich Götschmanns kanske mest kända verk är Martinsbrunnen på Münsterplatz i Bonn, som göts 1902 i brons av Gladenbecks Kunstgiesserei i Berlin-Friedrichshagen. Den smältes ned 1942/43 under andra världskriget för rustningsindustrins behov. Den göts på nytt i de gamla gipsformarna 1958 på initiativ av skulptören Ingeborg von Rath (1902-1984). Fontänen avbildar barn som försöker fånga in gäss för festmåltiden på Martinstag den 11 november. Överst står en pojke med en lykta i handen, vilket associerar till den traditionella Sankt Martinsprocessionen, vid vilken barn bar papperslyktor.
Han utförde ett antal utsmyckningar på och i den av Bernhard Sehring (1855–1941) i jugendstil ritade Staatstheater Cottbus i Cottbus 1907–1908. För denna skapade han  bland annat panteranspända ekipage i koppar ovanför trapphusen, monumentala blomstervaser och putti utanpå och i teatern.

## Offentliga verk
- Martinitreiben eller Martinsbrunnen, brons, 1902, Münsterplatz i Bonn[1]
- Heimatbrunnen eller Wassermarie, brons och rochlitzerporfyr, 1902–1903, Lindenplatz i Leisnig i Tyskland
- Skulpturer i och utanpå Staatstheater Cottbus, brons, sten, 1907–1908
- Staty över Martin Luther, sandsten, 1911, Sielower Strasse 37, utanför det dåvarande, nybyggda lärarseminariet i Cottbus i Tyskland, numera Niedersorbisches Gymnasium

## Bildgalleri

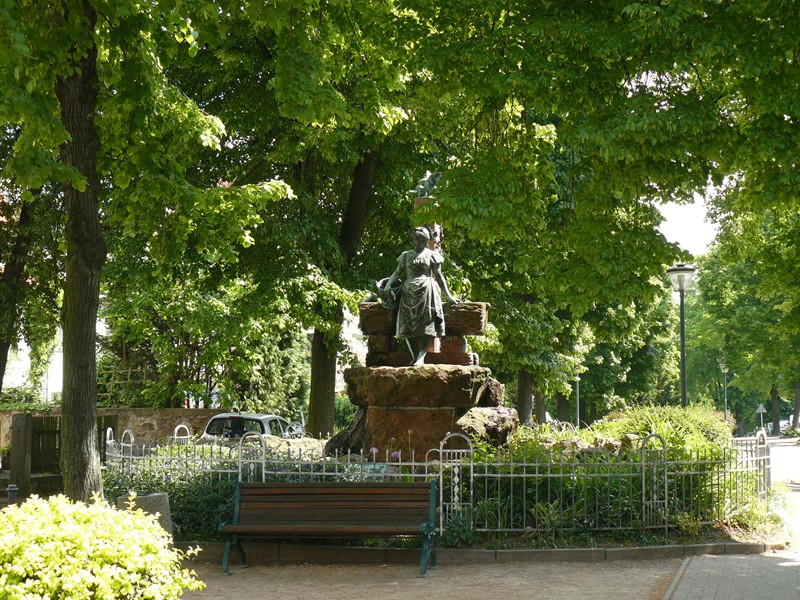
Heimatbrunnen i Leisnig.
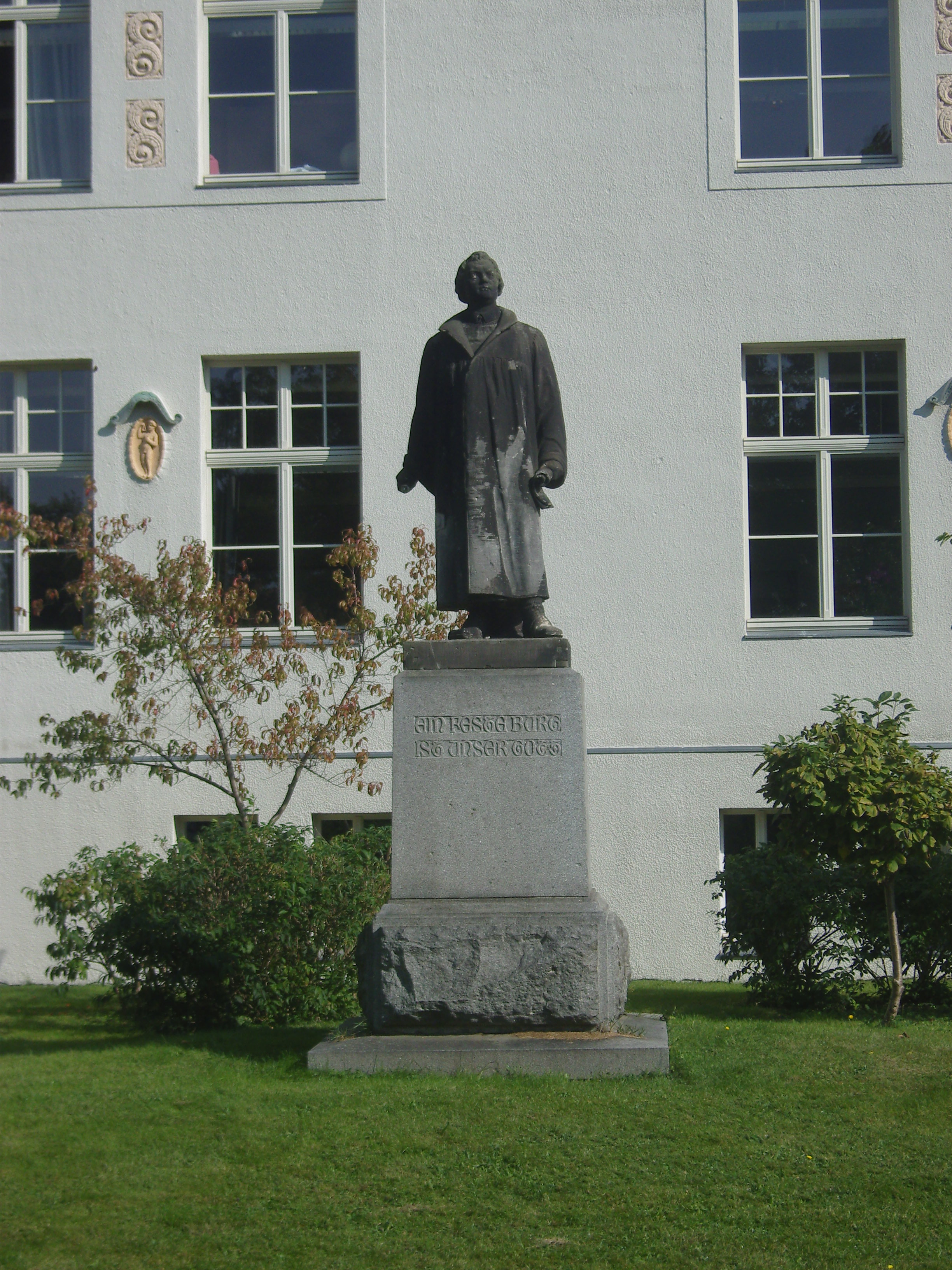
Lutherdenkmal i Cottbus.
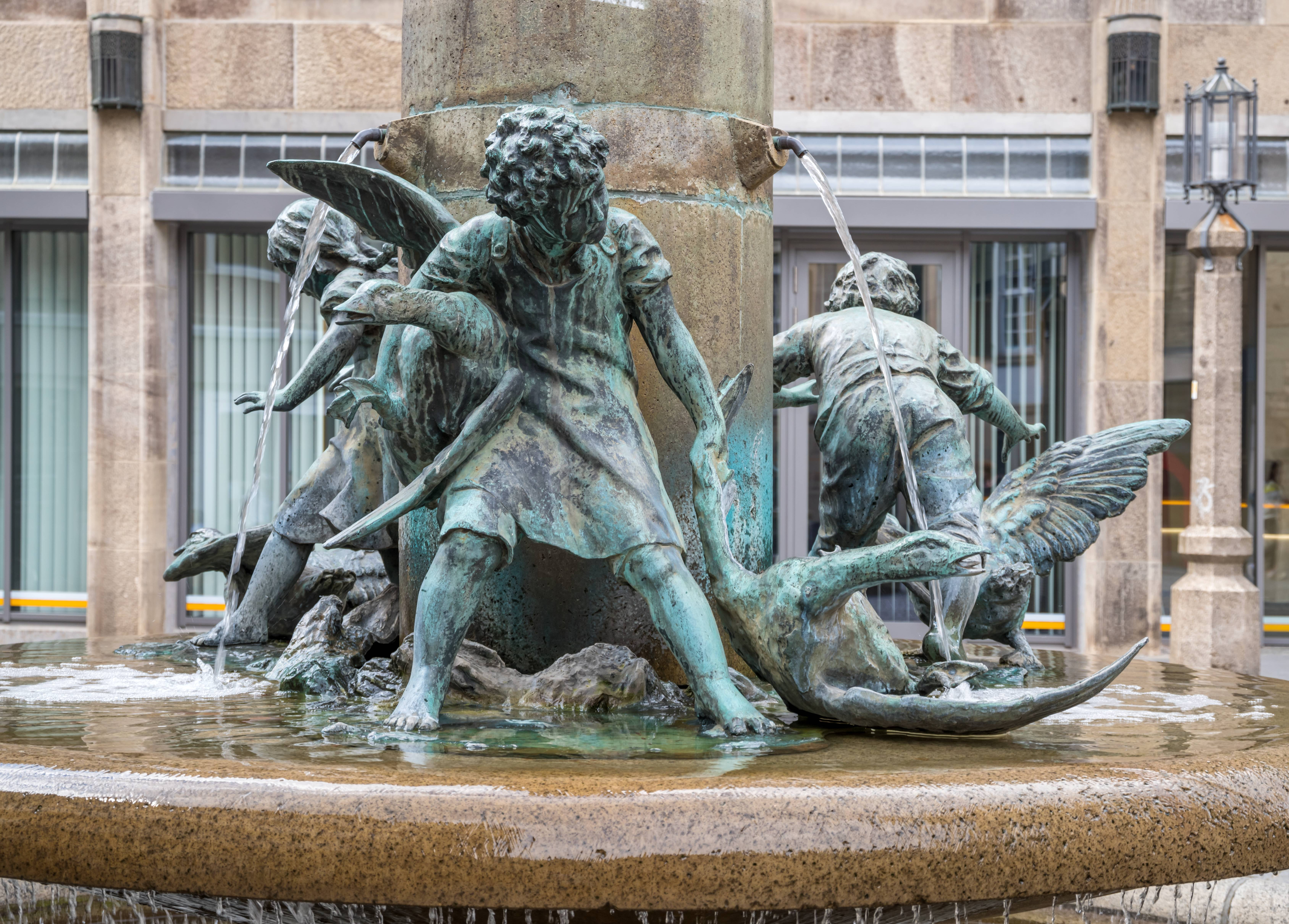
Detalj från Martinsbrunnen i Bonn.
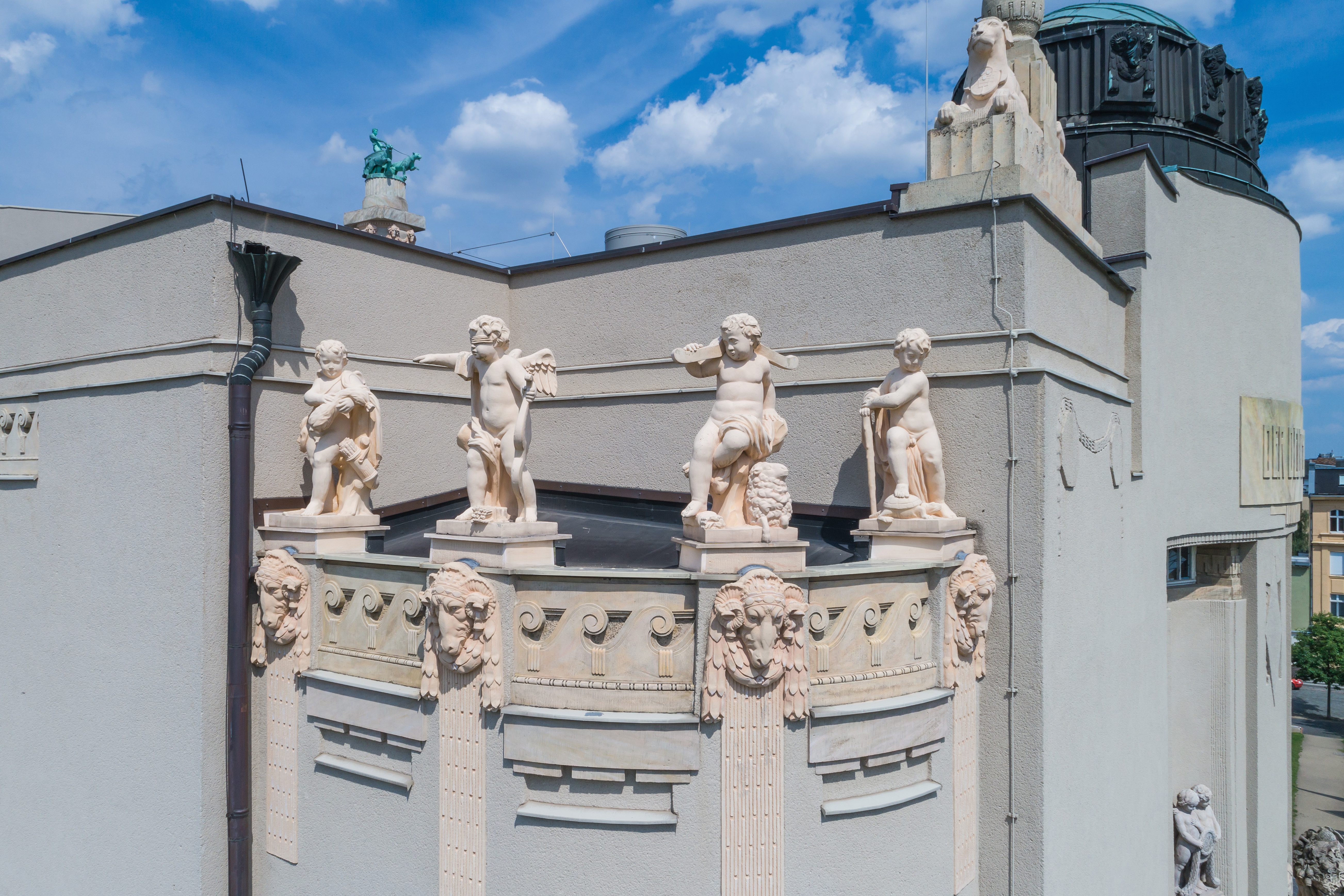
Putti på västfasaden av Staatstheater Cottbus.
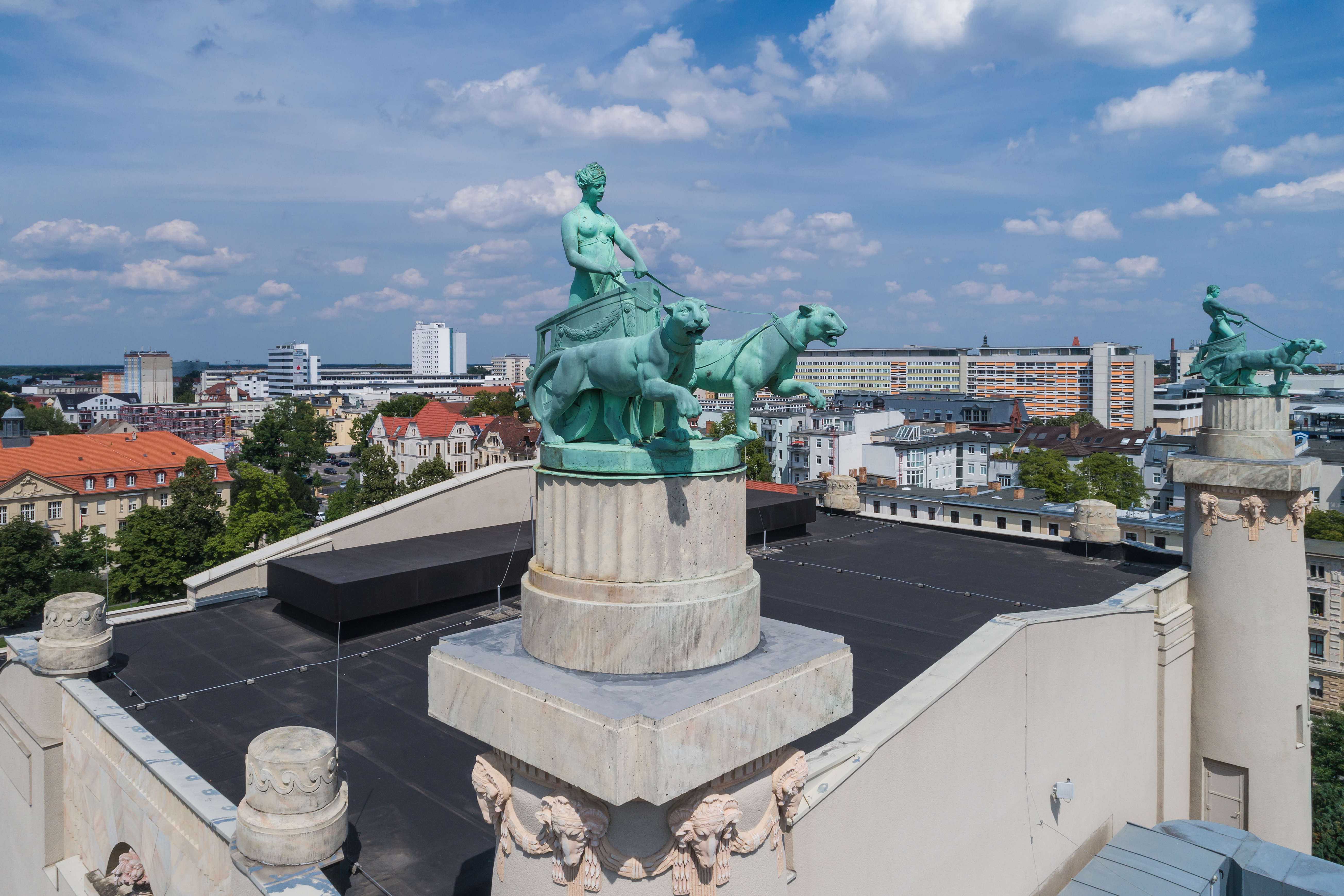
Panteranspända ekipage i koppar på Staatstheater Cottbus.
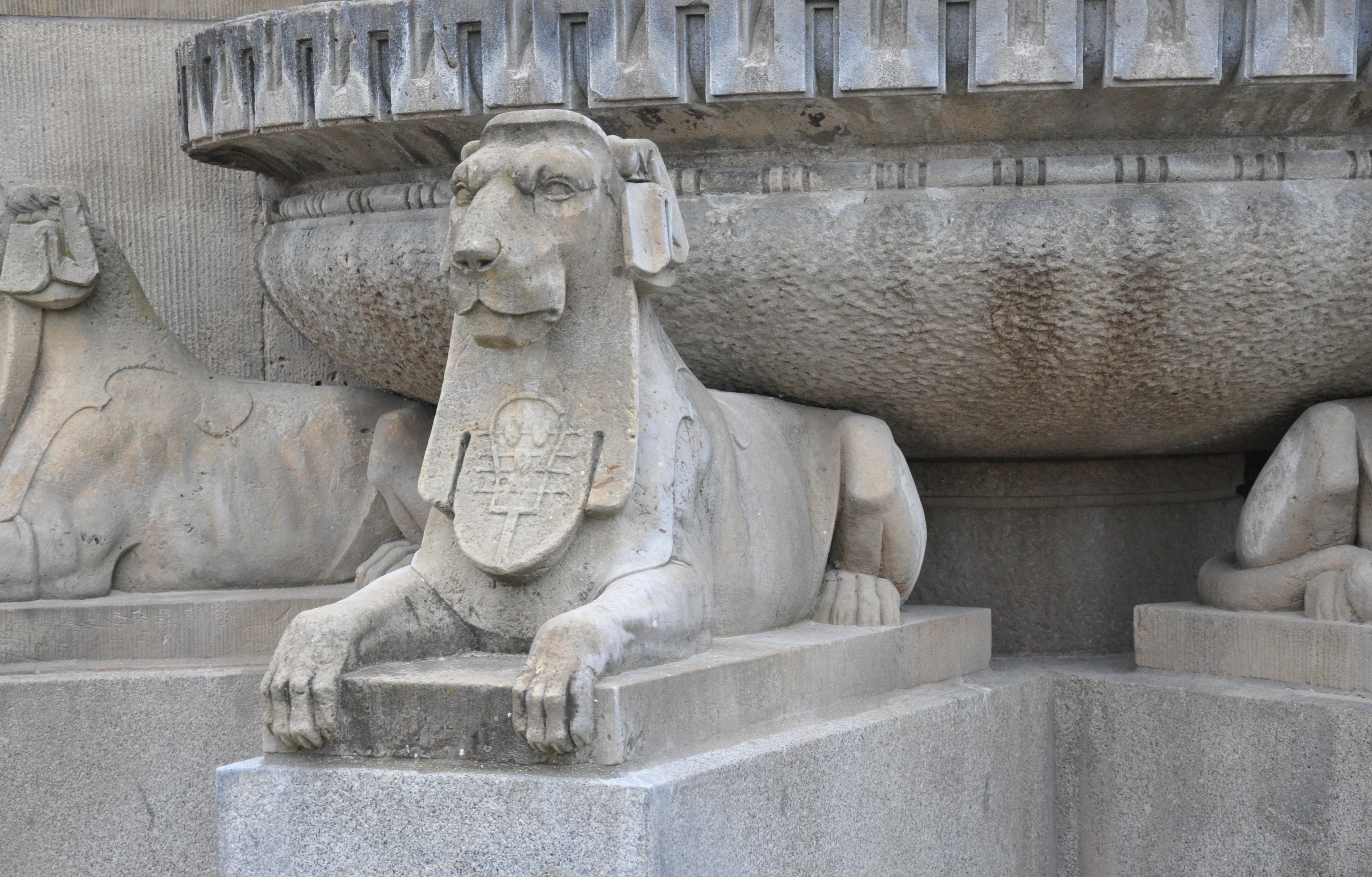
Lejon på fasaden till Staatstheater Cottbus.
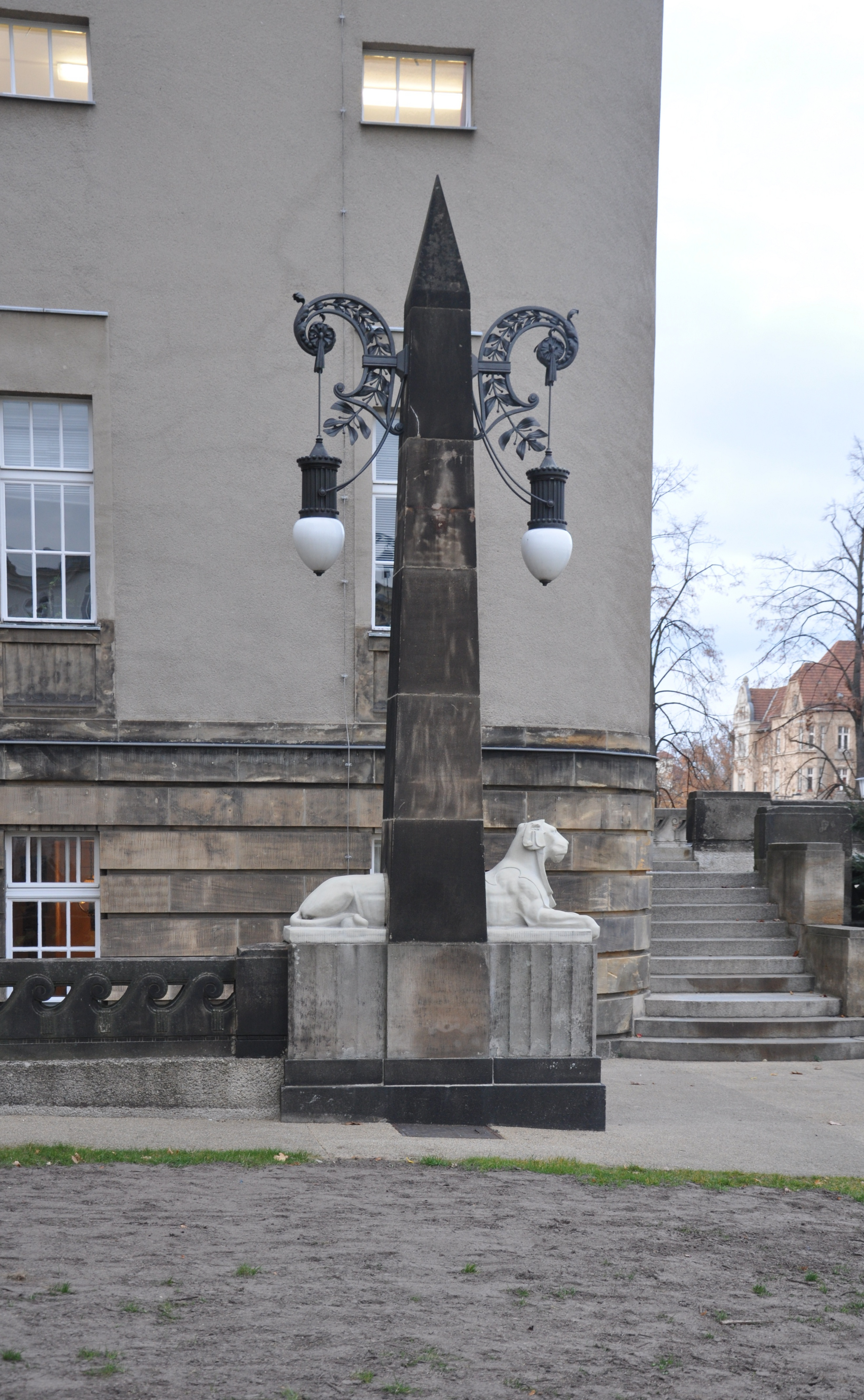
Lykta med lejon utanför Staatstheater Cottbus.